# Scènes de la vie conjugale
Pour plus de détails, voir Fiche technique et Distribution.
Scènes de la vie conjugale (Scener ur ett äktenskap) est une mini-série suédoise en six parties d'environ 49 minutes écrite et réalisée par Ingmar Bergman pour la télévision suédoise et diffusée du 11 avril au 16 mai 1973 sur TV2, puis montée en film (sortie en Suède en 1974).
Au Québec, la mini-série a été diffusée à partir du 19 décembre 1976 à la Télévision de Radio-Canada, et en France à partir du 27 mars 1977 sur Antenne 2, et en Suisse sur TSR1.
La mini-série explore la désintégration du mariage entre Marianne (Liv Ullmann), une avocate spécialisée dans les divorces, et Johan (Erland Josephson), un professeur de psychologie. La série s'étend sur une période de 10 ans. Le téléfilm de Bergman s'inspire de ses propres expériences, notamment de sa relation avec Liv Ullmann. Il a été tourné avec un petit budget à Stockholm et à Fårö en 1972.
Le film est un remontage condensé, et destiné à l'international, de la mini-série.
La série est adaptée aux États-Unis en 2021 par Hagai Levi sous le titre Scènes de la vie conjugale (Scenes from a Marriage).

## Épisodes
Chacun des six épisodes de la série dure environ 50 minutes :
1. Innocence et panique (première diffusion TV le 11 avril 1973)
2. L'Art de cacher la poussière sous les meubles (première diffusion TV le 18 avril 1973)
3. Paula (première diffusion TV le 25 avril 1973)
4. La Vallée des larmes (première diffusion TV le 2 mai 1973)
5. Les Analphabètes (première diffusion TV le 9 mai 1973)
6. En pleine nuit dans une maison obscure quelque part sur terre (première diffusion TV le 16 mai 1973)

## Synopsis
Chronique de la vie d'un couple en six chapitres, s'étendant sur une période de dix ans. 
Innocence et panique. 
Mme Palm, une journaliste d'un magazine féminin, vient interroger un couple : Johan, 42 ans, maître de conférences en psychologie appliquée à l'institut psychotechnique de Stockholm, et Marianne, 35 ans, avocate spécialisée dans les problèmes de divorce. Ils sont mariés depuis dix ans, et disent vivre heureux en compagnie de leurs deux filles. 
Un jour, ils reçoivent à dîner leurs amis, Peter et Katarina : lors du repas, une querelle épouvantable éclate entre les deux invités. 
L'art de tout balayer sous le tapis. 
Un matin, Marianne étonne Johan en refusant de se rendre au traditionnel déjeuner dominical chez ses parents. 
Marianne reçoit la visite d'une cliente, Madame Jacobi, qui veut divorcer après vingt ans de mariage. En l'écoutant, Marianne éprouve un profond malaise. Le même soir, elle et Johan tentent d'analyser leurs relations sexuelles qui ne sont pas excellentes. 
Paula. 
Un jour, Johan arrive à l'improviste à la maison de campagne où Marianne passe l'été. Il déclare brusquement à sa femme qu'il est tombé amoureux d'une jeune femme de vingt-deux ans, Paula, et qu'il a l'intention de partir avec elle. La surprise est totale pour Marianne. Après le départ de Johan, Marianne apprend par un ami commun que cette liaison dure depuis longtemps et est connue de tous.
La vallée des larmes. 
Johan est parti à l'étranger avec Paula depuis huit mois quand il appelle Marianne et lui demande de la voir. Elle l'invite à dîner chez elle, il lui apprend qu'il va accepter un poste de professeur aux États-Unis. Au moment où Johan s'apprête à partir, Marianne le retient pour faire l'amour. Ensuite, Marianne lui fait lire une lettre que Paula lui a adressée lui disant qu'elle veut être son amie. Johan s'en va, et Marianne une fois de plus se retrouve seule. 
Les analphabètes. 
Marianne et Johan sont enfin décidés à divorcer. Marianne a emmené les papiers dans le bureau de Johan. Tout va pour le mieux entre eux. Paula est toujours jalouse mais après un verre ou deux, ils font l'amour. Pourtant, un peu plus tard, Marianne surprend Johan relisant les papiers du divorce. Marianne parle de ses difficultés financières, Johan lui dit qu'il n'a plus d'argent et qu'il ne part plus en Amérique. Elle ressasse leur échec sexuel et veut s'en aller. Il veut la retenir et la frappe. Affolé par sa violence, il s'excuse. Ils signent les papiers du divorce.
Au milieu de la nuit dans une maison sombre. 
Quelques années plus tard, Johan appelle Marianne, qui s'est remariée à Henrik. Ils vont passer un week-end ensemble dans l'ancienne maison de vacances où ils ne sont pas revenus depuis sept ans, mais les souvenirs sont trop lourds. Erik, leur voisin et ami, leur prête sa maison de bord de mer, dont la déco de mauvais goût les poussent à faire le ménage. Ils discutent le soir au coin du feu. Dans la nuit, Marianne fait un horrible cauchemar. Johan la réconforte, puis ils se souhaitent bonne nuit.

## Fiche technique
- Titre : Scènes de la vie conjugale
- Titre original : Scener ur ett äktenskap
- Réalisation : Ingmar Bergman
- Scénario : Ingmar Bergman
- Photographie : Sven Nykvist
- Montage : Siv Lundgren
- Production : Lars-Owe Carlberg pour Cinematograph AB
- Tourné à Stockholm et à Fårö du 24 juillet au 3 octobre 1972
- Pays d'origine :  Suède
- Format : Eastmancolor - 1,37:1
- Durée : 155 ou 167 minutes pour le film, 299 minutes pour la version TV.
- Diffusion de la série télévisée : du 11 avril au 16 mai 1973
- Sortie de la version cinéma : 21 septembre 1974 au Cinema I de New York
- Box office France : 995 302 entrées.

## Distribution
- Liv Ullmann (VF : Anouk Ferjac) : Marianne
- Erland Josephson (VF : Marc Cassot) : Johan
- Bibi Andersson (VF : Nadine Alari) : Katarina
- Jan Malmsjö (VF : William Sabatier) : Peter
- Gunnel Lindblom : Eva
- Barbro Hiort af Ornäs : Madame Jacobi
- Anita Wall (VF : Michèle Bardollet) : Madame Palm, la journaliste
- Rossana Mariano (sv) et Lena Bergman : Eva et Karin, les filles de Marianne et Johan
- Wenche Foss : la mère de Marianne (série seulement, rôle coupé au montage dans le film)
- Bertil Norström : Arne (série seulement, rôle coupé au montage dans le film)
- Ingmar Bergman (VF : Jacques Balutin) : Stefan, le photographe de presse (voix seulement, en off pendant l'interview)

## Récompenses
- 1974 : le film remporte deux New York Film Critics Circle Awards : 
  - Meilleure actrice pour Liv Ullmann.
  - Meilleur scénario pour Ingmar Bergman.
- 1975 : Golden Globe Award du Meilleur film étranger.
- 1975 : prix David di Donatello de la Meilleure actrice étrangère pour Liv Ullmann.

## Autour du film
- Marianne et Johan, le couple du film, réapparaissent dans le film Sarabande (Saraband) en 2003.
- Le film Domicile conjugal (1970) comprend la scène du lit où Claude Jade flirte par procuration en lisant une biographie de Noureev alors qu’Antoine s’instruit sur « Les Femmes japonaises » pour séduire sa maîtresse, une scène à laquelle fera écho une des scènes de La Vie conjugale d'Ingmar Bergman en 1973.